# Assedio di Cracovia (1587)
L'assedio di Cracovia, protrattosi dal 14 ottobre al 29 novembre 1587, fu una battaglia della guerra di successione polacca del 1587-1588, nella quale l'arciduca Massimiliano III d'Austria tentò, senza successo, di conquistare l'allora capitale polacca per rivendicare per sé il trono della Confederazione polacco-lituana.

## Contesto storico
Nel 1587, a seguito della morte del re di Polonia, Stefano I Báthory, sia il principe della corona di Svezia Sigismondo Vasa che l'arciduca d'Austria Massimilano d'Asburgo si proposero per l'elezione al trono polacco-lituano. Entrambi i candidati avevano il supporto di una parte dei notabili della Confederazione: il partito pro-Sigismondo era guidato dal Cancelliere e Grande atamano Jan Zamoyski e dal primate di Polonia Stanisław Karnkowski, mentre il partito pro-Massimiliano era guidato dalla famiglia Zborowski e dal vescovo di Kiev Jakub Woroniecki. Zamoyski e gli Zborowski avevano già avuto diversi attriti negli anni precedenti e l'atmosfera durante l'elezione fu estremamente tesa.
Sigismondo, godendo anche del supporto della vedova del defunto sovrano, Anna Jagellona, fu eletto re della Confederazione polacco-lituana il 19 agosto 1587 e riconosciuto come legittimo dall'interrex di Polonia, il primate Karnkowski. L'elezione fu tuttavia contestata dai sostenitori dell'altro candidato, i quali non accettarono il risultato dell'elezione e proclamarono Massimiliano come re legittimo tre giorni più tardi, il 22 agosto. Gli Zborowski si appellarono al rokosz (il legittimo diritto alla ribellione) e in breve l'elezione si tramutò in una rissa, che si concluse con diversi morti e decine di feriti. In tale situazione, sia per Zamoyski che per gli Zborowski arrendersi o perdere non erano più opzioni accettabili, poiché entrambi sapevano che gli sconfitti avrebbero inevitabilmente pagato un prezzo molto alto, che poteva andare dalla confisca di terre e proprietà, con conseguente predita di prestigio, alla condanna a morte per alto tradimento.
Nessuno dei due candidati si trovava in quei giorni nei territori della Confederazione, ma appena ricevuta la notizia della propria elezione, sia Sigismondo che Massimiliano si affrettarono a raggiungere la Polonia, ciascuno con l'obiettivo di farsi incoronare per primo e rafforzare così la propria rivendicazione. Sigismondo, partito dalla Svezia il 27 settembre, sbarcò il 7 ottobre a Danzica e nella vicina Oliwa accettò i Pacta conventa alla presenza del Gran Tesoriere Jan Dulski, che lo proclamò re. Negli stessi giorni Massimiliano, dopo aver formalmente accettato i Pacta il 27 settembre a Olomouc, varcò il confine polacco da sud e, consapevole della minore forza delle proprie rivendicazioni, cercò di risolvere la disputa in proprio favore portando con sé un contingente armato in Polonia per entrare a Cracovia anche con la forza se necessario, dando così inizio alla guerra di successione polacca.

## Preparativi e preludio
Consapevoli che l'elezione del nuovo sovrano sarebbe stata probabilmente contestata e che un eventuale conflitto tra le due fazioni avrebbe inevitabilmente coinvolto anche Cracovia, già poco dopo la morte di Stefano I le autorità cittadine della capitale misero in atto una serie di misure per migliorarne le difese: tra la primavera e l'estate del 1587 le armerie furono rifornite di proiettili e polvere da sparo, tutti i cannoni furono restaurati e ammodernati, le mura cittadine furono riparate e rinforzate e tutte le porte di accesso alla città furono chiuse a eccezione di due.
Dopo la contro-elezione di Massimiliano, il cancelliere Zamoyski, considerando la vicinanza della capitale al confine asburgico e temendo quindi a sua volta un'imminente invasione, si affrettò a radunare tutti i nobili della Piccola Polonia con i loro eserciti, facendo il suo ingresso a Cracovia il successivo 8 settembre, con largo anticipo rispetto ai preparativi dell'arciduca austriaco, una mossa che si sarebbe rivelata fondamentale, insieme alla preventivo miglioramento delle difese cittadine, per permettere a Cracovia di resistere al successivo assedio. Il 29 settembre, i cittadini di Cracovia giurarono fedeltà a Zamoyski che divenne comandante di tutte le forze cittadine.
Il 7 ottobre un contingente di Massimiliano conquistò il castello di Lubowla, una sessantina di chilometri a sud di Cracovia. Il 9 ottobre furono portati a termine gli ultimi preparativi per la difesa della città: i cannoni furono piazzati sulle mura e tutte le case e le costruzioni adiacenti a esse furono demolite. Zamoyski decise tuttavia di non distruggere i sobborghi esterni, che furono invece blandamente fortificati per essere utilizzati come un'ulteriore linea difensiva.

## Assedio

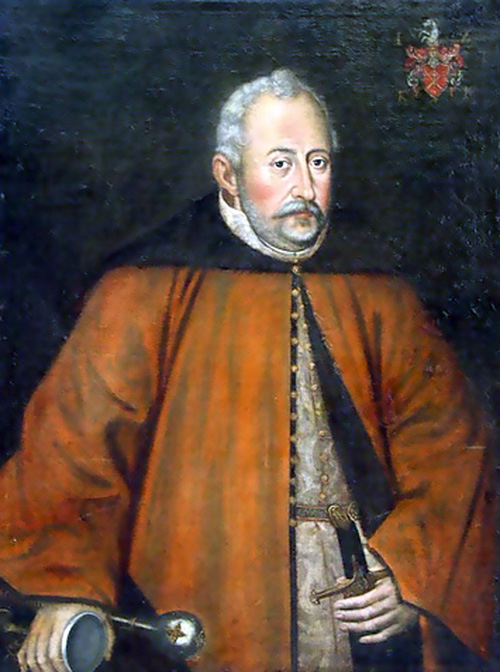
Ritratto del grande atamano Jan Zamoyski, che guidò con successo la difesa della città

Il 14 ottobre le truppe di Massimiliano raggiunsero Zielonki, a nord di Cracovia. Il giorno dopo occuparono Tonie e poi Mogiła, completando l'accerchiamento della città, e stabilirono il proprio quartiere generale nella locale abbazia cistercense, in attesa di ricevere rinforzi dalla Germania, dalla Boemia, dalla Moravia e dalla Slesia. Lì l'arciduca si incontrò con sessanta nobili polacchi a lui fedeli che firmarono un documento nel quale lo riconoscevano come loro re.
Dopo alcune settimane Massimiliano, non notando segni di cedimento da parte degli assediati e convinto di aver raccolto un numero di truppe sufficienti, lanciò un primo assalto alle mura il 22 novembre, ma non riuscì a superare la prima linea di difesa. Il 24 novembre, l'esercito asburgico attaccò Cracovia da ovest con ancor più truppe e per farsi strada verso la città decise di incendiare i sobborghi fortificati, che furono completamente distrutti a causa del forte vento che alimentò le fiamme per quasi tre giorni. I combattimenti si concentrarono nella zona del monastero carmelitano, davanti alla porta di Szewska, e per poco le truppe asburgiche non riuscirono a sfondare a causa del tradimento di alcuni residenti tedeschi della città, ma furono infine respinte. A causa di questo tradimento, nei giorni seguenti si verificarono diversi episodi di discriminazione ai danni della popolazione tedesca cracoviana: 50 furono linciati e 28 giustiziati dalle autorità polacche. Tuttavia, alcune delle famiglie tedesche più benestanti di Cracovia parteciparono in maniera attiva alla difesa della città e molte di esse al termine della guerra furono ammesse nella szlachta come ricompensa.
Dati gli scarsi risultati ottenuti, il 29 novembre Massimiliano decise di abbandonare l'assedio e di ritirarsi verso la Slesia (allora parte dei domini degli Asburgo), dove avrebbe potuto raccogliere altri rinforzi.

## Conseguenze
Il 9 dicembre Sigismondo giunse a Cracovia dove fu solennemente incoronato il 27 dello stesso mese. Dopo l'incoronazione, per evitare che Massimiliano potesse riorganizzare l'esercito per tentare nuovamente l'assalto alla capitale, Zamoyski decise di lanciarsi all'inseguimento delle forze asburgiche, raggiungendole il 24 gennaio 1588 presso la città slesiana di Byczyna, dove Massimiliano fu nuovamente sconfitto e fatto prigioniero. Questa battaglia segnò la fine del conflitto e la definitiva vittoria di Sigismondo.